# Caenocryptus virgeus
Caenocryptus virgeus är en stekelart som först beskrevs av Henry Keith Townes, Jr. 1962.  Caenocryptus virgeus ingår i släktet Caenocryptus och familjen brokparasitsteklar. Utöver nominatformen finns också underarten C. v. ardalus.